# Jozef Kovalík
Jozef Kovalík (* 4. listopadu 1992 Bratislava) je slovenský profesionální tenista. Ve své dosavadní kariéře na okruhu ATP World Tour nevyhrál žádný turnaj. Na challengerech ATP a okruhu ITF získal sedmnáct titulů ve dvouhře a sedm ve čtyřhře.
Na žebříčku ATP byl ve dvouhře nejvýše klasifikován v říjnu 2018 na 80. místě a ve čtyřhře v dubnu téhož roku na 245. místě. Trénuje ho Boris Borgula. Na kombinovaném juniorském žebříčku ITF figuroval nejvýše v dubnu 2010, když mu patřila 17. příčka.
Ve slovenském daviscupovém týmu debutoval v roce 2016 čtvrtfinálem 1. skupiny zóny Evropy a Afriky proti Maďarsku, v němž vyhrál dvouhru nad Martonem Fucsovicsem. Přispěl tak k postupu Slováků 3:0 na zápasy. Do roku 2025 v soutěži nastoupil k deseti mezistátním utkáním s bilancí 3–7 ve dvouhře a 0–0 ve čtyřhře.
Ve slovenské anketě Tenista roku byl v roce 2024 vyhlášen vítězem mužské poloviny jako hráč roku.

## Tenisová kariéra
V páru s Filipem Horanským vybojovali bronozové medaile ze čtyřhry na I. letních olympijských hrách mládeže 2010 v Singapuru.
Premiérový titul na challengerech ATP vyhrál v dubnu 2014 během německého turnaje v Meerbuschu. Ve finále porazil druhého nasazeného Rusa Andreje Kuzněcova. Stal se tak čtvrtým vítězem challengeru v historii, jenž figuroval mimo první třístovku žebříčku ATP.
Do první dvoustovky světové klasifikace se poprvé posunul 5. ledna 2015. Ve dvouhře okruhu ATP Tour pak debutoval o rok později, 5. ledna 2016, na čennaíském Aircel Chennai Open, kde na úvod podlehl italskému kvalifikantu Thomasi Fabbianovi. V zápase prohospodařil vedení 6–1 a 3–1. Premiérový duel pak vyhrál na březnovém BNP Paribas Open 2016, když jako kvalifikant vyřadil dalšího francouzského kolegu z této fáze turnaje Pierra-Huguese Herberta. Poté však nestačil na Rakušana Dominica Thiema po nezvládnutých tiebreacích.

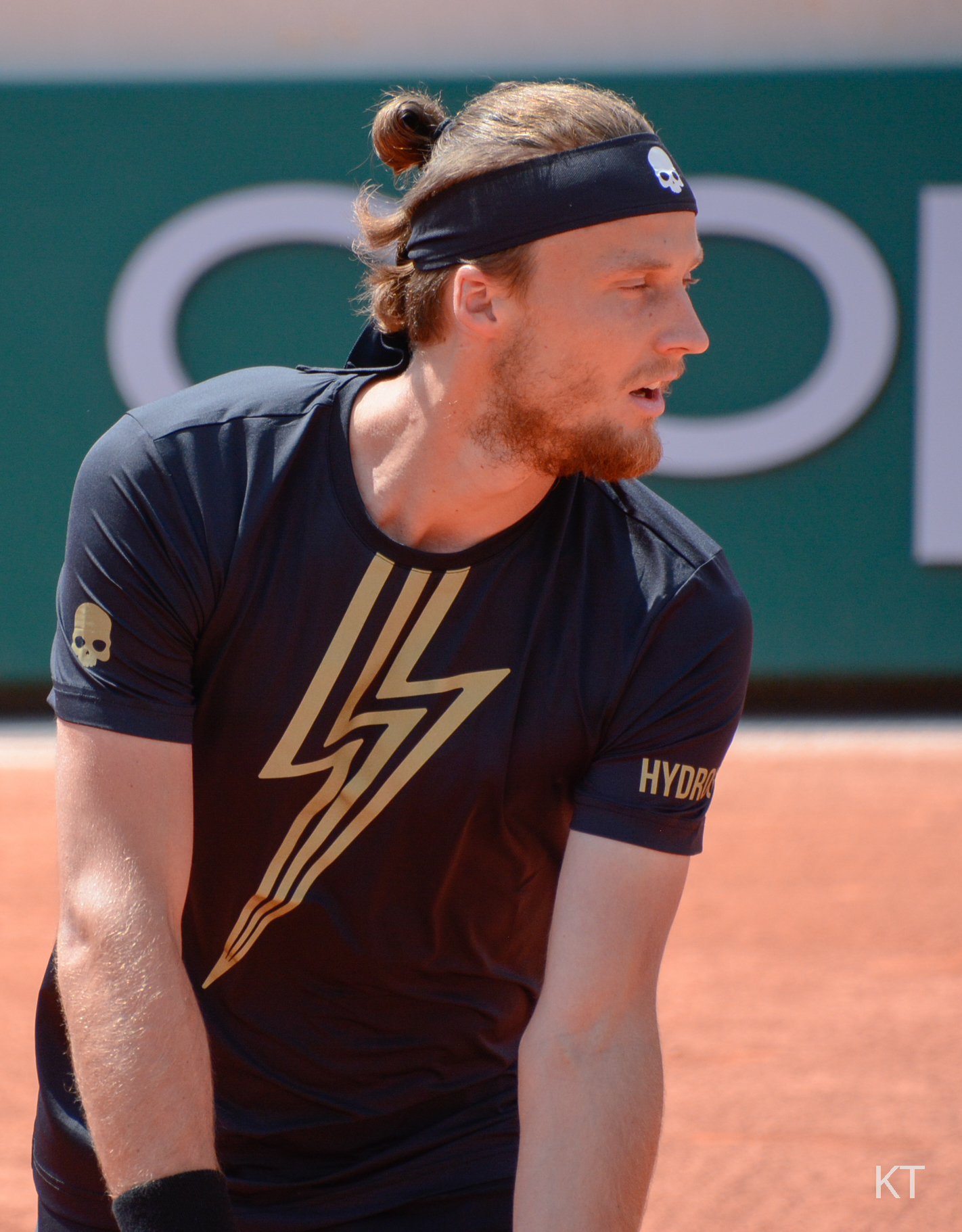
Podání na French Open 2019

Do čtvrtfinále se poprvé podíval na mnichovském BMW Open 2016, kam prošel až jako šťastný poražený z kvalifikace po odstoupení druhého nasazeného. Po výhře nad Nizozemcem Igorem Sijslingem jej zastavila italská turnajová pětka Fabio Fognini po dramatu v závěru třetí sady.
Debut v hlavní soutěži nejvyšší grandslamové kategorie zaznamenal na melbournském Australian Open 2016 po zvládnuté kvalifikaci. V prvním kole podlehl Argentinci Marcu Trungellitimu. Přestože jej v závěrečném kvalifikačním kole US Open 2016 vyřadil Švýcar Marco Chiudinelli, do hlavní soutěže postoupil jako šťastný poražený. V úvodní fázi dvouhry odebral kanadskému hráči Vasku Pospisilovi jen sedm gamů.
Na lednovém Aircel Chennai Open 2017 vyhrál poprvé v kariéře zápas s hráčem elitní světové desítky, když jako kvalifikant ve druhém kole vyřadil šestého muže žebříčku Marina Čiliće. Ve čtvrtfinále však dohrál na raketě Rusa Daniila Medveděva.
Na cestě do prvního kariérního semifinále ATP, na únorovém Diema Xtra Sofia Open 2018, odvrátil jako postoupivší kvalifikant ve druhém kole dvouhry mečbol krajanu Lukáši Lackovi. Mezi poslední čtveřicí hráčů však nenašel recept na Rumuna Mariuse Copila po dvousetovém průběhu. Druhou semifinálovou účast dosáhl na červencovém German Open 2018 z kategorie ATP 500 v Hamburku, kde postoupil do hlavní soutěže opět z kvalifikace. Po třísetovém dramatu jej vyřadil argentinský antukář Leonardo Mayer až v tiebreaku rozhodující sady. V následném vydání žebříčku ATP z 30. července 2018 premiérově pronikl do elitní světové stovky, když se posunul ze 113. na 82. příčku.

## Finále na challengerech ATP
| Legenda                    |
| -------------------------- |
| Challengery (8–8 D; 1–4 Č) |

### Dvouhra: 16 (8–8)
| Stav      | č. | datum             | turnaj                       | okruh      | povrch | soupeř ve finále       | výsledek           |
| --------- | -- | ----------------- | ---------------------------- | ---------- | ------ | ---------------------- | ------------------ |
| Finalista | 1. | 14. dubna 2013    | Itajaí, Brazílie             | Challenger | antuka | Rogério Dutra da Silva | 6–4, 3–6, 1–6      |
| Vítěz     | 1. | 17. srpna 2014    | Meerbusch, Německo           | Challenger | antuka | Andrej Kuzněcov        | 6–1, 6–4           |
| Finalista | 2. | 1. června 2015    | Mestre, Itálie               | Challenger | antuka | Máximo González        | 1–6, 3–6           |
| Vítěz     | 2. | 10. dubna 2016    | Neapol, Itálie               | Challenger | antuka | Arthur De Greef        | 6–3, 6–2           |
| Finalista | 3. | 13. května 2017   | Řím, Itálie                  | Challenger | antuka | Marco Cecchinato       | 4–6, 4–6           |
| Finalista | 4. | 29. října 2017    | Lima, Peru                   | Challenger | antuka | Gerald Melzer          | 5–7, 6–7(4–7)      |
| Vítěz     | 3. | 23. června 2018   | Poprad, Slovensko            | Challenger | antuka | Arthur De Greef        | 6–4, 6–0           |
| Finalista | 5. | 14. července 2018 | Braunschweig, Německo        | Challenger | antuka | Yannick Hanfmann       | 2–6, 6–3, 3–6      |
| Vítěz     | 4. | 15. září 2019     | Štětín, Polsko               | Challenger | antuka | Guido Andreozzi        | 6–7(5–7), 6-2, 6-4 |
| Finalista | 6. | 6. října 2019     | Barcelona, Španělsko         | Challenger | antuka | Salvatore Caruso       | 4-6, 2-6           |
| Vítěz     | 5. | listopad 2019     | Maia, Portugalsko            | Challenger | antuka | Constant Lestienne     | 6–0, 6–4           |
| Vítěz     | 6. | září 2022         | Tulln an der Donau, Rakousko | Challenger | antuka | Jelle Sels             | 7–6(8–6), 7–6(7–3) |
| Finalista | 7. | říjent 2022       | Parma, Itálie                | Challenger | antuka | Timofej Skatov         | 5–7, 7–6(7–2), 4–6 |
| Vítěz     | 7. | březen 2024       | Zadar, Chorvatsko            | Challenger | antuka | Adrian Andrejev        | 6–4, 6–2           |
| Vítěz     | 8. | duben 2024        | Split, Chorvatsko            | Challenger | antuka | Zsombor Piros          | 6–4, 5–7, 7–5      |
| Finalista | 8. | květen 2024       | Mauthausen, Rakousko         | Challenger | antuka | Lucas Pouille          | 3–6, 3–6           |

### Čtyřhra: 5 (1–4)
| Stav      | č. | datum           | turnaj                    | okruh      | povrch | spoluhráč          | soupeři ve finále              | výsledek          |
| --------- | -- | --------------- | ------------------------- | ---------- | ------ | ------------------ | ------------------------------ | ----------------- |
| Finalista | 1. | 8. ledna 2012   | São Paulo, Brazílie       | Challenger | tvrdý  | José Pereira       | Fernando Romboli Júlio Silva   | 7–5, 6–2          |
| Finalista | 2. | 9. dubna 2017   | Sophia Antipolis, Francie | Challenger | antuka | Uladzimir Ignatik  | Tristan Lamasine Franko Škugor | 2–6, 2–6          |
| Finalista | 3. | 23. června 2017 | Scheveningen, Nizozemsko  | Challenger | antuka | Stefanos Tsitsipas | Sander Gillé Joran Vliegen     | 2–6, 6–4, [10–12] |
| Vítěz     | 1. | 1. října 2017   | Řím, Itálie               | Challenger | tvrdý  | Martin Kližan      | Sander Gillé Joran Vliegen     | 6–3, 7–6(7–5)     |
| Finalista | 4. | 31. března 2018 | Marbella, Španělsko       | Challenger | antuka | Martin Kližan      | Guido Andreozzi Ariel Behar    | 3–6, 4–6          |